# Miribèl e Lanchastre
Miribel-Lanchâtre és un municipi francès situat al departament de la Isèra i a la regió d'Alvèrnia-Roine-Alps. L'any 2007 tenia 339 habitants.

## Demografia

### Població
El 2007 la població de fet de Miribel-Lanchâtre era de 339 persones. Hi havia 120 famílies de les quals 22 eren unipersonals (18 homes vivint sols i 4 dones vivint soles), 36 parelles sense fills i 62 parelles amb fills.
La població ha evolucionat segons el següent gràfic:
Habitants censats

### Habitatges
El 2007 hi havia 143 habitatges, 123 eren l'habitatge principal de la família, 18 eren segones residències i 3 estaven desocupats. 134 eren cases i 9 eren apartaments. Dels 123 habitatges principals, 96 estaven ocupats pels seus propietaris, 23 estaven llogats i ocupats pels llogaters i 4 estaven cedits a títol gratuït; 4 tenien dues cambres, 9 en tenien tres, 35 en tenien quatre i 76 en tenien cinc o més. 110 habitatges disposaven pel capbaix d'una plaça de pàrquing. A 42 habitatges hi havia un automòbil i a 78 n'hi havia dos o més.

### Piràmide de població
La piràmide de població per edats i sexe el 2009 era:
| Homes | Edats   | Dones |
| ----- | ------- | ----- |
| 0     | 95 o +  | 0     |
| 0     | 90 a 94 | 4     |
| 0     | 85 a 89 | 0     |
| 0     | 80 a 84 | 0     |
| 8     | 75 a 79 | 0     |
| 0     | 70 a 74 | 4     |
| 0     | 65 a 69 | 0     |
| 8     | 60 a 64 | 4     |
| 12    | 55 a 59 | 0     |
| 16    | 50 a 54 | 16    |
| 12    | 45 a 49 | 16    |
| 4     | 40 a 44 | 8     |
| 8     | 35 a 39 | 8     |
| 8     | 30 a 34 | 16    |
| 0     | 25 a 29 | 4     |
| 0     | 20 a 24 | 20    |
| 4     | 15 a 19 | 12    |
| 8     | 10 a 14 | 12    |
| 4     | 5 a 9   | 8     |
| 12    | 0 a 4   | 4     |

## Economia
El 2007 la població en edat de treballar era de 221 persones, 182 eren actives i 39 eren inactives. De les 182 persones actives 176 estaven ocupades (89 homes i 87 dones) i 6 estaven aturades (2 homes i 4 dones). De les 39 persones inactives 17 estaven jubilades, 7 estaven estudiant i 15 estaven classificades com a «altres inactius».

### Ingressos
El 2009 a Miribel-Lanchâtre hi havia 125 unitats fiscals que integraven 345,5 persones, la mediana anual d'ingressos fiscals per persona era de 23.237 €.

### Activitats econòmiques
Dels 20 establiments que hi havia el 2007, 1 era d'una empresa extractiva, 7 d'empreses de construcció, 1 d'una empresa de comerç i reparació d'automòbils, 1 d'una empresa d'hostatgeria i restauració, 3 d'empreses d'informació i comunicació, 1 d'una empresa financera, 3 d'empreses immobiliàries, 2 d'empreses de serveis i 1 d'una entitat de l'administració pública.
Dels 6 establiments de servei als particulars que hi havia el 2009, 1 era un paleta, 3 fusteries, 1 electricista i 1 restaurant.
L'any 2000 a Miribel-Lanchâtre hi havia 4 explotacions agrícoles.

## Equipaments sanitaris i escolars
El 2009 hi havia una escola elemental.

## Poblacions properes
El següent diagrama mostra les poblacions més properes.